# Fruängen

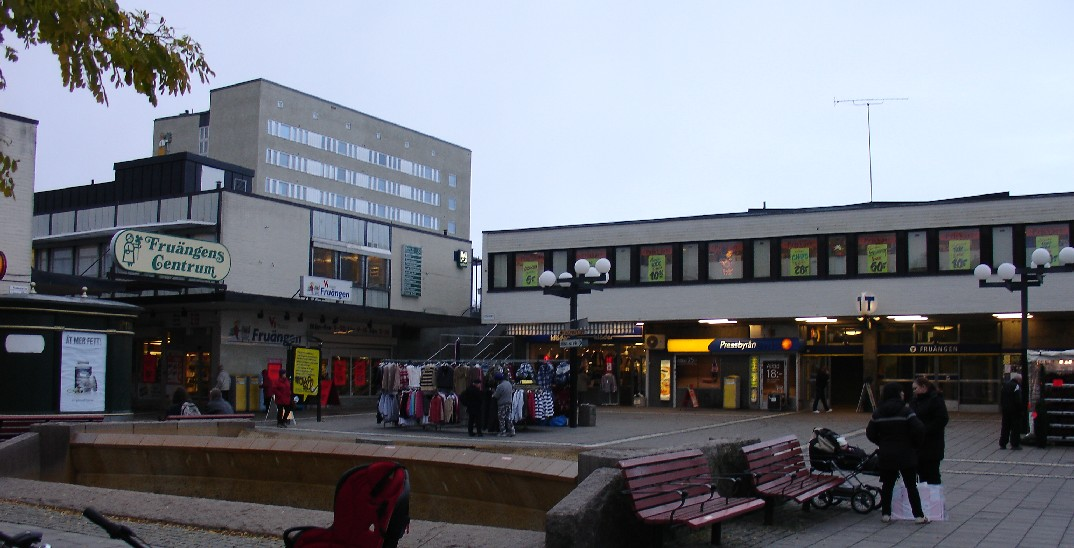
Uno scorcio di Fruängen

Fruängen è un quartiere della città svedese di Stoccolma.
La Fruängen moderna è un'area costruita principalmente nei primi anni cinquanta, nella periferia meridionale della capitale svedese, presso il sobborgo di Söderort; la popolazione in quest'area è di 6 788 abitanti (all'anno 2001), per una densità di 1,29 km².
Qui tutte le strade sono state denominate in base ai cognomi delle più importanti donne svedesi.
Nel 1961 fu edificato un importante centro commerciale, il Fruängens centrum.
Poco distante è anche situata la stazione della metropolitana, inaugurata nel 1964.